# (7217) Dacke
(7217) Dacke (voorlopige aanduiding 1979 QX3) is een planetoïde in de buitenste planetoïdengordel, die op 22 augustus 1979 werd ontdekt door Claes-Ingvar Lagerkvist in het La Silla-observatorium van de Europese Zuidelijke Sterrenwacht. De planetoïde werd in 1998 vernoemd naar de leider van een 16e-eeuwse boerenopstand in Småland in Zuid-Zweden Nils Dacke.
(7217) Dacke is een planetoïde van ongeveer 24 km diameter.

## Baan om de Zon
De planetoïde beschrijft een baan om de Zon die gekenmerkt wordt door een perihelium van 2,6799 AE en een aphelium van 3,7480 AE. De planetoïde heeft een periode van 5,76 jaar (of 2104,54 dagen).